# 陕西省西安中学
陕西省西安中学（英語： 西安中学，简称“西中”），其历史可追溯到清朝末期，由当时担任西安知府的尹昌龄，于清·光绪三十一年（即公元1905年）所创办的“西安府中学堂”。这也是当时陕西省所创办的第一所新学。1960年，学校在全国文教群英会上，曾受到中共中央与国务院的嘉奖；前校长马登峻更是受到毛泽东和周恩来等领导人的接见。“改革开放”后，陕西省西安中学一直都是陕西省教育厅唯一直属的省级重点学校；被誉为“三秦明珠，英才摇篮”。2009年，获评陕西省首批“省级示范高中”。

## 学校历史
陕西省西安中学的前身，是创立于1905年的“西安府中学堂”，又称“秦省第一学堂”。百年来，学校几度更名，数次搬迁。

### 省一中
随着辛亥革命的成功和中华民国的建立，学校在1913年更名为“陕西省省立第一中学”（简称，“省一中”）。1919年，五四运动爆发后，省一中率先罢课并联合西安各校，掀起了声势浩大的爱国运动，并建立了最早的中学地下中共组织。1927年，时任西安中山军事学校政治部主任的邓小平曾前来学校做讲演。在这一时期，省一中始终是陕西学生反帝爱国民主运动的一支中坚力量；先后发起了“驱吴”（军阀吴新田）斗争，“红五月运动”，并声援了西安事变。

### 建国后
1949年5月，随陕甘宁边区政府一同迁驻西安的原“行知中学”，并入“省一中”。学校则于1954年再次更名，称“陕西省西安中学”。从1954年至1965年，是西安中学发展的重要时期。校长马登俊对学校进行改革，严明校纪，严谨治学；使得西安中学成为全省的龙头学校，被确定为省属重点中学，被评为全国文教战线的先进集体。1964年，马登俊校长在出席“全国文教群英会”时，受到了毛泽东、周恩来的接见。
1970年，学校改名为“西安市第九十中学”。1980年，恢复“陕西省西安中学”的名称，并沿用至今。这一时期，学校制定了校园改造的总体规划，进一步拓展国际交流；同时，也注重提高教学质量，曾连续在数理化竞赛中获奖。进入1990年代，学校在全省率先建立了“家长委员会”制度，并定期开展心理健康教育。
2005年，西安中学迁入位于西安市北郊的“西安经济技术开发区”。新校址占地占地面积250亩，并实行全封闭的寄宿制管理。

### 立校百年
2005年是陕西省西安中学的百岁华诞。地方政府高官、国内外友校的代表、来自各地的校友，以及全校的近5000多名师生，在10月18日这天为她庆祝“生日”。
2009年，西安中学成为陕西省首批示范高中。

## 学校发展

### 对外交流
西安中学一直积极拓宽国际交流，先后同位于澳大利亚阿德莱德的潘姆布鲁克学校、新加坡海星中学、新西兰哈特国际学校、以及韩国春川高中等中学结成友好学校。学校还聘请了多名外籍教师，并积极开设第二外语供学生选择。此外，更有多名优秀学生先后代表中国青少年赴美国、德国、瑞士、意大利、荷兰、挪威、日本等国进行学习交流。

## 西中人

### 名校名师
作为一个省级重点中学，西安中学现有专职教师210名。有四成以上的教师拥有研究生学历，获博士学位的2人，硕士研究生45人，研究生学历61人。中学高级教师120人，省级教学能手7人，特级教师3人。教师队伍中，先后有49人获得全国优秀教师、全国先进教育工作者等省级以上光荣称号。
前任校长王兰君老师则在2007年，被中共陕西省委、陕西省政府授予“陕西省先进工作者”光荣称号。此前，她还曾被教育部、全国妇联授予“巾帼建功”标兵称号；被中共陕西省委授予“陕西省优秀共产党员”称号，被陕西省教委授予“陕西省教学能手”称号。

### 历任校长
| 姓名   | 在任时间      |  | 姓名   | 在任时间      |  | 姓名   | 在任时间      |  | 姓名   | 在任时间      |  |
| ------ | ------------- |  | ------ | ------------- |  | ------ | ------------- |  | ------ | ------------- |  |
| 尹昌龄 | 1907年-1912年 |  | 魏之杰 | 1912年-1920年 |  | 张崇基 | 1920年-1921年 |  | 贺鼎时 | 1921年-1922年 |  |
| 董明铭 | 1922年-1923年 |  | 侯景贤 | 1923年-1925年 |  | 王藩城 | 1925年-1927年 |  | 雷晋笙 | 1927年-1927年 |  |
| 侯良弼 | 1927年-1930年 |  | 韦焕章 | 1930年-1931年 |  | 石雨琴 | 1931年-1932年 |  | 侯良弼 | 1933年-1938年 |  |
| 魏太若 | 1938年-1943年 |  | 尹焕如 | 1943年-1944年 |  | 张修甫 | 1944年-1950年 |  | 康白乐 | 1950年-1953年 |  |
| 郑竹逸 | 1953年-1954年 |  | 马登峻 | 1954年-1965年 |  | 刘侃如 | 1965年-1967年 |  | 陈志顺 | 1967年-1969年 |  |
| 夏德馨 | 1969年-1975年 |  | 贺新安 | 1975年-1978年 |  | 张毅生 | 1978年-1980年 |  | 白德全 | 1981年-1982年 |  |
| 韩曾贵 | 1982年-1988年 |  | 唐建章 | 1988年-1993年 |  | 韩学敏 | 1993年-1998年 |  | 张忠义 | 1998年-2005年 |  |
| 王兰君 | 2005年-2010年 |  | 张克强 | 2010年—至今   |  |        |               |  |        |               |  |

### 知名校友
百年来，有着“三秦明珠，英才摇篮”之称得西安中学，为国家培养出了众多英才。这包括，
- 科学家 -  张殿林、魏江春、王锡凡、陈泽淇、赵瑞安等
- 革命家 -  谢子长、安平生、赵伯平等
- 政界名人 - 杨德中、张维庆、刘石民、王军等
- 商界名人 - 张朝阳、张小可等
- 社会运动名人 - 高小贤等
- 文化界名人 - 吴天明、吴三大、吴京安、毛琦、石国庆、蘇醒等

西中梦想
从西中走向世界 卫伍信仰

## 学校荣誉
- 陕西省教育厅唯一直属的省级示范中学；
- 陕西省“文明校园”；
- 21世纪中国中学生生物教育创新“百佳学校”；
- 被中国科协授予“青少年科技创新人才培养项目实验学校”；
- 被国家体育总局、教育部授予“国家级体育传统项目学校”；
- 陕西省中小学德育先进单位；
- 陕西省数学奥林匹克培训中心；
- 陕西省中小学心理健康教育实验学校；
- 现代教育技术学校。